# Citroën 29

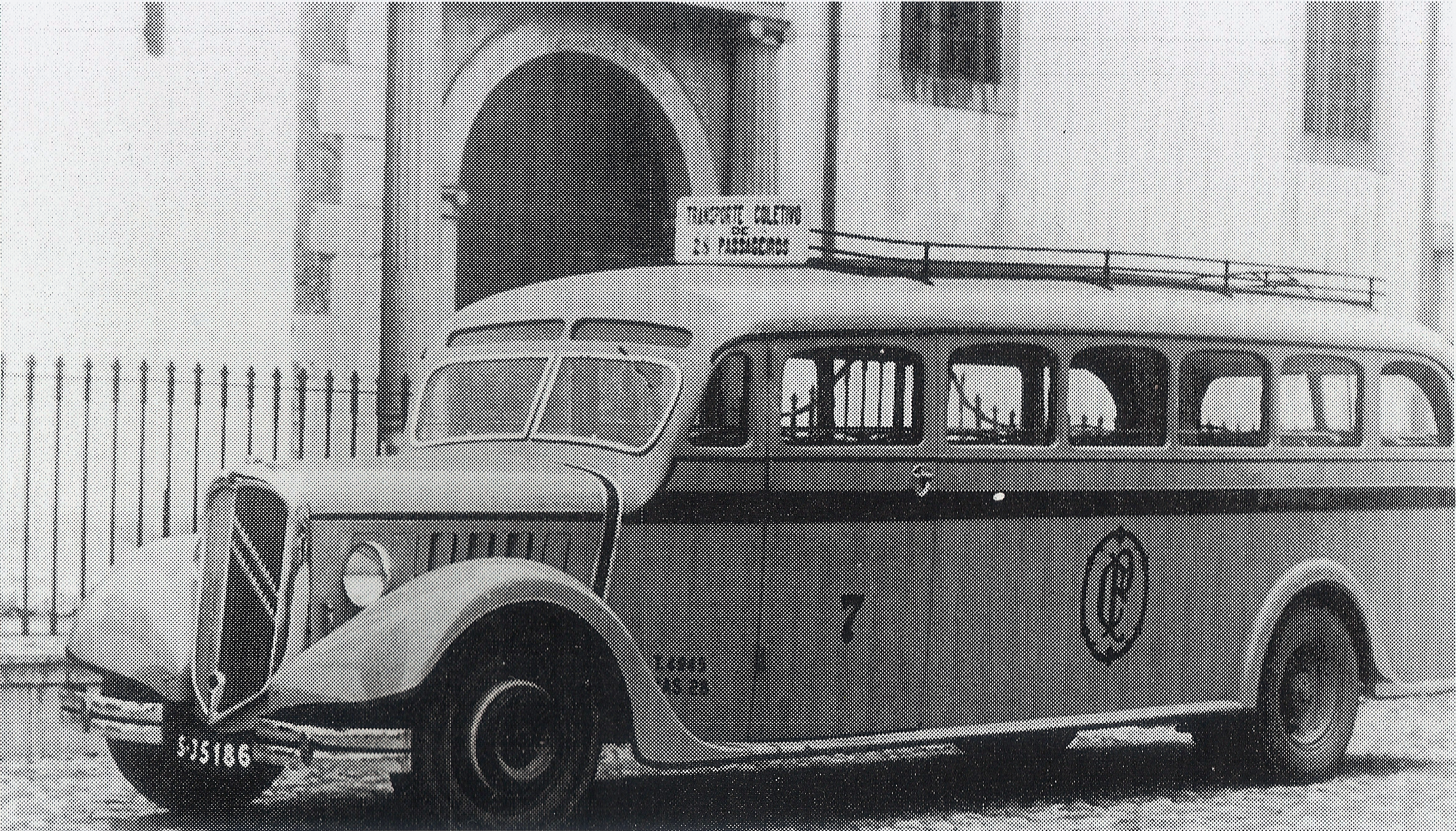
Citroën 32

Citroën 29 je univerzální nákladní automobil, který vyráběla francouzská automobilka Citroën v letech 1933 až 1934. Automobil nahradil svého předchůdce, nákladní verzi Citroënu C6. V roce 1934 ho nahradil model Citroën 32. Model 32 byl jen faceliftovaný model 29, využíval stejný rám i motorizaci. Změnila se hlavně přední část karoserie podle vzoru Traction Avant.
Bylo vyrobeno 12 531 kusů modelu 29 a 5648 kusů modelu 32. Model 32 byl prvním nákladním modelem Citroënu, který nepřevzal pohonnou jednotku z osobního automobilu. Oba modely se vyráběly převážně s autobusovými karoseriemi, v různých délkách s různým počtem míst.